# Punta Pioda
Punta Pioda är en bergstopp i Schweiz.   Den ligger i regionen Maloja och kantonen Graubünden, i den sydöstra delen av landet, 180 km öster om huvudstaden Bern. Toppen på Punta Pioda är 3 238 meter över havet, eller 169 meter över den omgivande terrängen. Bredden vid basen är 0,59 km.
Terrängen runt Punta Pioda är huvudsakligen mycket bergig. Runt Punta Pioda är det glesbefolkat, med 10 invånare per kvadratkilometer.. Närmaste större samhälle är Sils-Segl Maria, 17,4 km nordost om Punta Pioda. 
Trakten runt Punta Pioda består i huvudsak av gräsmarker.